# 李賢妃 (宋朝)
李贤妃（？—1183年），南宋皇帝宋孝宗的妃嫔，姓李氏。

## 生平
李氏刚刚入宫，为典字，转任为通义郡夫人，最后晋升为婕妤。淳熙十年（1183年）李婕妤卒，追赠贤妃。当时李焘在经筵，曾谏言皇帝省后宫费。宋孝宗说：“朕老了，哪有这样？近日安葬李妃只用了三万缗钱。”宋孝宗虽在位久，但是没有著名的后宫宠幸。